# Rhopalognatha
Rhopalognatha là một chi bướm đêm thuộc họ Erebidae.